# Schlager (sång av Kjell Höglund)
Schlager är en pop-låt och singel skriven och framförd av Kjell Höglund, släppt 26 mars 2001 i samband med hans 13:e musikalbum Kryptonit (2001). Precis som de övriga låtarna på skivan Kryptonit så producerades låten av producenten Tommy Lydell. Låten nådde som högst plats 15 på Svensktoppen (1 vecka).

## Låtlista
Text och musik: Kjell Höglund
1. Schlager (3:53)